# Saúl Laverni
Saúl Esteban Laverni (Rosario, 21 gennaio 1970) è un ex arbitro di calcio argentino, internazionale dal 2007 al 2015.
Attivo a livello nazionale dal 2004, nel gennaio 2007 è stato nominato internazionale dalla FIFA. Ha diretto il primo incontro a livello di CONMEBOL nello stesso anno, debuttando così in Coppa Libertadores 2007. Ha inoltre arbitrato la finale di ritorno tra Boca Juniors e Arsenal, valevole per la Recopa Sudamericana 2008 e Uruguay - Brasile, partita delle qualificazioni a Sudafrica 2010.